# Andreas Freyhub
Andreas Freyhub, auch Andreas Freihube, (* 1526 in Sprottau; † 10. August 1585 in Heidelberg) war ein deutscher lutherischer Theologe. Er lehrte an der Universität Leipzig. Als Calvinist wurde er inhaftiert und des Landes verwiesen.

## Leben
Freyhub begann 1547 ein Studium an der Universität Leipzig. Dies dauerte zwei Jahre an; 1549 ernannte ihn die Universität zum Baccalaureus artium, 1552 zum Magister der Philosophie, am 30. Januar 1557 zum Baccalaureus der Theologie, am 22. Mai 1558 zum Lizentiat und am 25. Mai schließlich zum Doktor.
Bereits 1557 wurde Freyhub als Dekan der Artistenfakultät eingesetzt, was er bis ins nächste Jahr hinein blieb. Von 1558 bis 1559 fungierte er als Rektor der Universität Leipzig, außerdem von 1562 bis 1563. 1562 war er auch Domherr in Zeitz; drei Jahre darauf stellte ihn die theologische Fakultät als ordentlichen Professor ein. Hierauf war er 1570/1571 Rektor.
Die Professur hielt Freyhub bis 1576 inne, denn in diesem Jahr wurde er inhaftiert. Kurfürst August ging zu dieser Zeit gegen den Calvinismus vor. 1574 zwang er sächsische Theologen, die Torgauer Artikel zu unterzeichnen, Freyhub tat dies. Zwei Jahre später kam es zu weiteren Verhören gegen verdächtigte Calvinisten an der Universität. Am 26. Mai wurde er inhaftiert, da er die Artikel zwar unterzeichnet, nicht aber ihnen treu geblieben ist. Es hieß, er lehrte, „Christus sei nach beiden Naturen erhöht worden, die Menschheit Christi habe nicht wirklich die Eigenschaften der Gottheit empfangen, Christi Leib sei im Himmel an einem bestimmten Ort, und sonst nirgends, vorhanden.“ Zwei Tage verhandelten die Verhörer mit Freyhub, sodass er schließlich seine Lehren zurückwies und am 7. Juni aus seiner Haft freikam. Als er von Torgau zurück nach Leipzig kehrte, hielt er weiter an seinen Lehren fest. Daraufhin wurde er des Landes verwiesen. Am 3. August zog er nach Zerbst, danach fand er Aufnahme in Heidelberg, wo er am 10. August 1585 verstarb.

## Werke
- De capite quinto Epistolae ad Romanos, continente enumerationem fructuum seu effectorum iustificationem fidei (Leipzig 1565)
- Doctrina Ecclesiae Catholicae & Orthodoxae de Deo essentia uno, et in personis trino (Leipzig 1569)
- Oratio in funere Ioach. Camerarii (Leipzig 1574)
- De ecclesia et vocatione ministrorum ejus